# 下切谷
下切谷（incised valley）是冲积体系在向盆地扩展其河道时和由于海平面相对下降时侵蚀下覆地层而形成的水道或谷地。海平面下降時，侵蝕基準面（erosion base level）也跟著下降，導致河流向下切割形成河谷，海平面上升時，河谷被填。形成下切谷。此後此地質名詞也被廣泛應用到地表岩層露頭。下切谷是研究全球海平面升降的主要證據之一，亦是用來佐證全球古氣候的及古地理變遷。它也是被用來鑒定在地震地層學的層序界面（sequence boundary）。它的下切幅度可用來推算全球海平面下降及古氣候變遷。

## 分佈
下切谷分佈很廣，在陸上可由岩層露頭，鑽井及淺層震測（shallow seismic survey）來判別。在海底必須根據多頻道震測（multichannel seismic）。在全球大陸棚上，因爲石油探勘而采集的震測網多而密，下切谷被鑒定出最多也最詳細。

第四紀下切谷在墨西哥灣北部海岸平原及大陸棚被發現很多，幾乎岸上河流都有下切谷通往大陸棚。在Mobile Bay的下切谷規模可比陸上科羅拉多大峽谷。

## 規模
根據大陸冰蓋體積，第四紀全球海平面升降的幅度為205公尺（升80公尺，降125公尺）。因此分佈在全球大陸棚（continental shelf）上的第四紀的下切谷深度均爲此幅度。
在利比亞北部有一條晚中新世下切谷，150公里長，至少700公尺深，被河底切割的是中中世石灰岩，下切谷中的冲填物是上新世河流沉積物。同樣年代的下切谷，也分佈於利比亞東部及埃及西部。這似乎代表地中海的海面在晚中新世至少下降700公尺。超出第四紀的海平面升降幅度。